# Großer Trögler
Der Große Trögler ist ein 2902 m ü. A. hoher Berg in den Stubaier Alpen in Tirol, Österreich. 

## Geographische Lage
Der Große Trögler erhebt sich im Zentrum der Stubaier Alpen am Talschluss des Stubaitals. Er ist Bestandteil eines Gebirgskammes, der vom 3351 m hohen Aperen Pfaff nach Nordwesten zieht. In seinem Nordwesten liegt das Fernautal, das bei der Mutterbergalm (1720 m) in das Stubaital einmündet, im Südosten das Tal des Sulzaubaches mit der Blauen Lacke. Nach Nordosten hin setzt sich der Kamm über den Kleinen Trögler (47° 0′ N, 11° 10′ O, 2885 m) zum Pfaffenknollen (47° 0′ N, 11° 11′ O, 2478 m) hin fort. Nach Südwesten hin folgt die Beilspitze (auch Peilspitze, 47° 0′ N, 11° 9′ O, 2820 m), an die das  2676 m hohe Beiljoch anschließt.

## Geologie
Der Große Trögler wird von Granitgneis aufgebaut, der hohe Anteile von Muskovit aufweist und aufgrund der großen „Augen“ aus Feldspat auch als „zweiglimmriger Augen- und Flasergneis“ bezeichnet wird.

## Alpinismus
Der Große Trögler gilt wegen des Blicks auf den Stubaier Hauptkamm mit dem 3505 m hohen Zuckerhütl und den Sulzenauferner als beliebter Aussichtsgipfel. Er ist von der östlich gelegenen Sulzenauhütte (2191 m) über den Kleinen Trögler auf einem markierten und teilweise versicherte Steig zu erreichen. Der ebenfalls markierte Anstieg von der westlich gelegenen Mittelstation Fernau der Stubaier Gletscherbahn nahe der Dresdner Hütte (2302 m) ist wegen erhöhter Steinschlaggefahr gesperrt. Da der Große Trögler zurzeit nur noch von der Sulzenauhütte bestiegen werden kann, kommt als Übergang zur Dresdner Hütte auf dem Stubaier Höhenweg nur noch das Beiljoch in Betracht. Die Anstiege zur Beilspitze (unschwierig vom Weg zur Dresdner Hütte, UIAA I vom Beiljoch) sind weglos.